# StarDance …když hvězdy tančí (9. řada)
Devátá řada StarDance …když hvězdy tančí měla premiéru 13. října 2018 a skončila 15. prosince 2018. Moderátorskou dvojici opět tvořili Marek Eben a Tereza Kostková. Porotce Jana Révaie vystřídal Václav Kuneš.
Vítěznou dvojicí se stal taneční pár Jiří Dvořák a Lenka Nora Návorková, druhé místo získala herečka Pavla Tomicová s Markem Dědíkem, na třetí místo se podle bodování poroty a diváků dostal moderní pětibojař David Svoboda s Veronikou Lálovou.
Taneční páry doprovázeli svým zpěvem Naďa Wepperová, Dasha, Michal Cerman a Dušan Kollár, kromě 6. večera, kdy doprovázela tanečníky vokální skupina Skety. Při úvodních představováních tanečních párů hrál MoonDance Orchestra píseň „Get Lucky“ od skupiny Daft Punk, Pharrella Williamse a Nile Rodgerse (kromě 3., 5. a 6. večera).

## Soutěžící
| Pořadí | Celebrita            | Povolání celebrity | Profesionální tanečník | Výsledek  |
| ------ | -------------------- | ------------------ | ---------------------- | --------- |
| SD 8   | Jiří Dvořák          | herec, tanečník    | Lenka Nora Návorková   | 1. místo  |
| SD 4   | Pavla Tomicová       | herečka            | Marek Dědík            | 2. místo  |
| SD 3   | David Svoboda        | moderní pětibojař  | Veronika Lálová        | 3. místo  |
| SD 6   | Veronika Arichteva   | herečka            | Michal Necpál          | 4. místo  |
| SD 2   | Daniela Písařovicová | moderátorka        | Michal Mládek          | 5. místo  |
| SD 1   | Dalibor Gondík       | moderátor          | Alice Stodůlková       | 6. místo  |
| SD 10  | Richard Genzer       | herec              | Jana Zelenková         | 7. místo  |
| SD 5   | Adam Mišík           | zpěvák             | Kateřina Krakowková    | 8. místo  |
| SD 7   | Daniela Šinkorová    | herečka a zpěvačka | Michal Padevět         | 9. místo  |
| SD 9   | Monika Bagárová      | zpěvačka           | Robin Ondráček         | 10. místo |

## Bodování
|  | nejvyšší body poroty |  | vyřazení ze soutěže |

Také jako v minulých řadách rozhodovali porotci pomocí bodování a diváci SMS zprávami.
| Pár         | Pár                  | Výsledek    | Bodování poroty v tanečních večerech | Bodování poroty v tanečních večerech | Bodování poroty v tanečních večerech | Bodování poroty v tanečních večerech | Bodování poroty v tanečních večerech | Bodování poroty v tanečních večerech | Bodování poroty v tanečních večerech | Bodování poroty v tanečních večerech | Bodování poroty v tanečních večerech | Bodování poroty v tanečních večerech | Bodování poroty v tanečních večerech |
| Pár         | Pár                  | Výsledek    | 1                                    | 2                                    | 3                                    | 4                                    | 5                                    | 6                                    | 7                                    | 8                                    | 7 + 8                                | 9                                    | 10                                   |
| ----------- | -------------------- | ----------- | ------------------------------------ | ------------------------------------ | ------------------------------------ | ------------------------------------ | ------------------------------------ | ------------------------------------ | ------------------------------------ | ------------------------------------ | ------------------------------------ | ------------------------------------ | ------------------------------------ |
| SD 8        | Jiří Dvořák          | 1. místo    | 23                                   | 32                                   | 38                                   | 29 + 1 = 30                          | 36                                   | 40                                   | 34                                   | 33 + 37 = 70                         | 104                                  | 32 + 38 = 70                         | 39 + 39 + 37 = 115                   |
| SD 8        | Lenka Nora Návorková | 1. místo    | 23                                   | 32                                   | 38                                   | 29 + 1 = 30                          | 36                                   | 40                                   | 34                                   | 33 + 37 = 70                         | 104                                  | 32 + 38 = 70                         | 39 + 39 + 37 = 115                   |
| SD 4        | Pavla Tomicová       | 2. místo    | 23                                   | 25                                   | 37                                   | 25 + 1 = 26                          | 25                                   | 24                                   | 40                                   | 25 + 39 = 64                         | 104                                  | 28 + 29 = 57                         | 36 + 37 + 40 = 113                   |
| SD 4        | Marek Dědík          | 2. místo    | 23                                   | 25                                   | 37                                   | 25 + 1 = 26                          | 25                                   | 24                                   | 40                                   | 25 + 39 = 64                         | 104                                  | 28 + 29 = 57                         | 36 + 37 + 40 = 113                   |
| SD 3        | David Svoboda        | 3. místo    | 25                                   | 33                                   | 28                                   | 37 + 1 = 38                          | 36                                   | 34                                   | 37                                   | 28 + 33 = 61                         | 98                                   | 35 + 38 = 73                         | 35 + 35 + 33 = 103                   |
| SD 3        | Veronika Lálová      | 3. místo    | 25                                   | 33                                   | 28                                   | 37 + 1 = 38                          | 36                                   | 34                                   | 37                                   | 28 + 33 = 61                         | 98                                   | 35 + 38 = 73                         | 35 + 35 + 33 = 103                   |
| SD 6        | Veronika Arichteva   | 4. místo    | 16                                   | 27                                   | 27                                   | 27                                   | 39                                   | 34                                   | 39                                   | 29 + 33 = 62                         | 101                                  | 38 + 34 = 72                         | —                                    |
| SD 6        | Michal Necpál        | 4. místo    | 16                                   | 27                                   | 27                                   | 27                                   | 39                                   | 34                                   | 39                                   | 29 + 33 = 62                         | 101                                  | 38 + 34 = 72                         | —                                    |
| SD 2        | Daniela Písařovicová | 5. místo    | 19                                   | 27                                   | 26                                   | 26                                   | 31                                   | 30                                   | 34                                   | 29 + 30 = 59                         | 93                                   | —                                    | —                                    |
| SD 2        | Michal Mládek        | 5. místo    | 19                                   | 27                                   | 26                                   | 26                                   | 31                                   | 30                                   | 34                                   | 29 + 30 = 59                         | 93                                   | —                                    | —                                    |
| SD 1        | Dalibor Gondík       | 6. místo    | 20                                   | 36                                   | 28                                   | 24                                   | 28                                   | 27                                   | —                                    | —                                    | —                                    | —                                    | —                                    |
| SD 1        | Alice Stodůlková     | 6. místo    | 20                                   | 36                                   | 28                                   | 24                                   | 28                                   | 27                                   | —                                    | —                                    | —                                    | —                                    | —                                    |
| SD 10       | Richard Genzer       | 7. místo    | 25                                   | 26                                   | 38                                   | 30                                   | 33                                   | —                                    | —                                    | —                                    | —                                    | —                                    | —                                    |
| SD 10       | Jana Zelenková       | 7. místo    | 25                                   | 26                                   | 38                                   | 30                                   | 33                                   | —                                    | —                                    | —                                    | —                                    | —                                    | —                                    |
| SD 5        | Adam Mišík           | 8. místo    | 19                                   | 22                                   | 28                                   | 25 + 1 = 26                          | —                                    | —                                    | —                                    | —                                    | —                                    | —                                    | —                                    |
| SD 5        | Kateřina Krakowková  | 8. místo    | 19                                   | 22                                   | 28                                   | 25 + 1 = 26                          | —                                    | —                                    | —                                    | —                                    | —                                    | —                                    | —                                    |
| SD 7        | Daniela Šinkorová    | 9. místo    | 29                                   | 34                                   | 33                                   | —                                    | —                                    | —                                    | —                                    | —                                    | —                                    | —                                    | —                                    |
| SD 7        | Michal Padevět       | 9. místo    | 29                                   | 34                                   | 33                                   | —                                    | —                                    | —                                    | —                                    | —                                    | —                                    | —                                    | —                                    |
| SD 9        | Monika Bagárová      | 10. místo   | 23                                   | 22                                   | —                                    | —                                    | —                                    | —                                    | —                                    | —                                    | —                                    | —                                    | —                                    |
| SD 9        | Robin Ondráček       | 10. místo   | 23                                   | 22                                   | —                                    | —                                    | —                                    | —                                    | —                                    | —                                    | —                                    | —                                    | —                                    |
| Celkem      | Celkem               | Celkem      | 222                                  | 284                                  | 283                                  | 223 + 4 = 227                        | 228                                  | 189                                  | 184                                  | 144 + 172 = 316                      | 500                                  | 133 + 139 = 272                      | 110 + 111 + 110 = 331                |
| Průměr      | Průměr               | Průměr      | 22,2                                 | 28,4                                 | 31,444                               | 27,875 + 0,5 = 28,375                | 32,571                               | 31,5                                 | 36,8                                 | 28,8 + 34,4 = 63,2                   | 100                                  | 33,25 + 34,75 = 68                   | 36,666 + 37 + 36,666 = 110,333       |
| Párů v kole | Párů v kole          | Párů v kole | 10                                   | 10                                   | 9                                    | 8                                    | 7                                    | 6                                    | 5                                    | 5                                    | 5                                    | 4                                    | 3                                    |

## Taneční večery

### 1. díl (13. října 2018)
Na úvod prvního večera zatančily profesionální tanečníci IX. řady StarDance choreografii na píseň „Chodidla“ od Jaroslava Ježka. Během prvního dílu tančily páry waltz a cha-chu.
Závěrečnou písní 1. večera byla „Bad Girls“  od Donny Summer.
| P   | Pár   | Pár                  | Tanec   | Hudba                                  | Body  | Body    | Body  | Body     | Body   |
| P   | Pár   | Pár                  | Tanec   | Hudba                                  | Kuneš | Drexler | Balaš | Chlopčík | Celkem |
| --- | ----- | -------------------- | ------- | -------------------------------------- | ----- | ------- | ----- | -------- | ------ |
| 1.  | SD 1  | Dalibor Gondík       | waltz   | „Love Theme“ (Ptáci v trní)            | 5     | 4       | 6     | 5        | 20     |
| 1.  | SD 1  | Alice Stodůlková     | waltz   | „Love Theme“ (Ptáci v trní)            | 5     | 4       | 6     | 5        | 20     |
| 2.  | SD 2  | Daniela Písařovicová | cha-cha | „Uptown Funk“ (Bruno Mars)             | 6     | 4       | 5     | 4        | 19     |
| 2.  | SD 2  | Michal Mládek        | cha-cha | „Uptown Funk“ (Bruno Mars)             | 6     | 4       | 5     | 4        | 19     |
| 3.  | SD 3  | David Svoboda        | waltz   | „Pearl Harbour - Theme“ (Pearl Harbor) | 6     | 6       | 7     | 6        | 25     |
| 3.  | SD 3  | Veronika Lálová      | waltz   | „Pearl Harbour - Theme“ (Pearl Harbor) | 6     | 6       | 7     | 6        | 25     |
| 4.  | SD 4  | Pavla Tomicová       | cha-cha | „September“ (Earth, Wind & Fire)       | 6     | 6       | 7     | 4        | 23     |
| 4.  | SD 4  | Marek Dědík          | cha-cha | „September“ (Earth, Wind & Fire)       | 6     | 6       | 7     | 4        | 23     |
| 5.  | SD 5  | Adam Mišík           | waltz   | „Amore Musica“ (Russell Watson)        | 5     | 5       | 5     | 4        | 19     |
| 5.  | SD 5  | Kateřina Krakowková  | waltz   | „Amore Musica“ (Russell Watson)        | 5     | 5       | 5     | 4        | 19     |
| 6.  | SD 6  | Veronika Arichteva   | cha-cha | „Sax in the City“ (Fleur East)         | 5     | 4       | 4     | 3        | 16     |
| 6.  | SD 6  | Michal Necpál        | cha-cha | „Sax in the City“ (Fleur East)         | 5     | 4       | 4     | 3        | 16     |
| 7.  | SD 7  | Daniela Šinkorová    | waltz   | „Legends of the Fall“ (James Horner)   | 7     | 7       | 8     | 7        | 29     |
| 7.  | SD 7  | Michal Padevět       | waltz   | „Legends of the Fall“ (James Horner)   | 7     | 7       | 8     | 7        | 29     |
| 8.  | SD 8  | Jiří Dvořák          | cha-cha | „Smooth Criminal“ (Michael Jackson)    | 7     | 6       | 6     | 4        | 23     |
| 8.  | SD 8  | Lenka Nora Návorková | cha-cha | „Smooth Criminal“ (Michael Jackson)    | 7     | 6       | 6     | 4        | 23     |
| 9.  | SD 9  | Monika Bagárová      | waltz   | „Tale As Old As Time“ (Kráska a zvíře) | 7     | 5       | 6     | 5        | 23     |
| 9.  | SD 9  | Robin Ondráček       | waltz   | „Tale As Old As Time“ (Kráska a zvíře) | 7     | 5       | 6     | 5        | 23     |
| 10. | SD 10 | Richard Genzer       | cha-cha | „Let's Get Loud“ (Jennifer Lopez)      | 7     | 6       | 7     | 5        | 25     |
| 10. | SD 10 | Jana Zelenková       | cha-cha | „Let's Get Loud“ (Jennifer Lopez)      | 7     | 6       | 7     | 5        | 25     |

### 2. díl (20. října 2018)
Druhý díl představoval první vyřazovací kolo, kde páry tančily valčík a sambu.
Monika Bagárová a Robin Ondráček se rozloučili se soutěží tancem na píseň „Perfect“ od Eda Sheerana.
| P   | Pár   | Pár                  | Tanec  | Hudba                                                    | Body  | Body    | Body  | Body     | Body   |
| P   | Pár   | Pár                  | Tanec  | Hudba                                                    | Kuneš | Drexler | Balaš | Chlopčík | Celkem |
| --- | ----- | -------------------- | ------ | -------------------------------------------------------- | ----- | ------- | ----- | -------- | ------ |
| 1.  | SD 10 | Richard Genzer       | valčík | „Kiss from a Rose“ (Seal)                                | 8     | 6       | 7     | 5        | 26     |
| 1.  | SD 10 | Jana Zelenková       | valčík | „Kiss from a Rose“ (Seal)                                | 8     | 6       | 7     | 5        | 26     |
| 2.  | SD 9  | Monika Bagárová      | samba  | „Brazil“ (Johnny Mathis)                                 | 7     | 5       | 5     | 5        | 22     |
| 2.  | SD 9  | Robin Ondráček       | samba  | „Brazil“ (Johnny Mathis)                                 | 7     | 5       | 5     | 5        | 22     |
| 3.  | SD 8  | Jiří Dvořák          | valčík | „Tightrope“ (The Greatest Showman)                       | 8     | 9       | 8     | 7        | 32     |
| 3.  | SD 8  | Lenka Nora Návorková | valčík | „Tightrope“ (The Greatest Showman)                       | 8     | 9       | 8     | 7        | 32     |
| 4.  | SD 7  | Daniela Šinkorová    | samba  | „Sweetheart from Venezuela“ (Harry Belafonte)            | 8     | 8       | 9     | 9        | 34     |
| 4.  | SD 7  | Michal Padevět       | samba  | „Sweetheart from Venezuela“ (Harry Belafonte)            | 8     | 8       | 9     | 9        | 34     |
| 5   | SD 6  | Veronika Arichteva   | valčík | „Fallin'“ (Alicia Keys)                                  | 8     | 7       | 7     | 5        | 27     |
| 5   | SD 6  | Michal Necpál        | valčík | „Fallin'“ (Alicia Keys)                                  | 8     | 7       | 7     | 5        | 27     |
| 6.  | SD 5  | Adam Mišík           | samba  | „Macarena“ (Los del Río)                                 | 6     | 6       | 5     | 5        | 22     |
| 6.  | SD 5  | Kateřina Krakowková  | samba  | „Macarena“ (Los del Río)                                 | 6     | 6       | 5     | 5        | 22     |
| 7.  | SD 4  | Pavla Tomicová       | valčík | „Say Something“ (Christina Aguilera & A Great Big World) | 7     | 6       | 6     | 6        | 25     |
| 7.  | SD 4  | Marek Dědík          | valčík | „Say Something“ (Christina Aguilera & A Great Big World) | 7     | 6       | 6     | 6        | 25     |
| 8.  | SD 3  | David Svoboda        | samba  | „Mueve El Quimbombo“ (Andy Rivalta)                      | 8     | 8       | 9     | 8        | 33     |
| 8.  | SD 3  | Veronika Lálová      | samba  | „Mueve El Quimbombo“ (Andy Rivalta)                      | 8     | 8       | 9     | 8        | 33     |
| 9.  | SD 2  | Daniela Písařovicová | valčík | „A Thousand Years“ (Christina Perri)                     | 7     | 7       | 7     | 6        | 27     |
| 9.  | SD 2  | Michal Mládek        | valčík | „A Thousand Years“ (Christina Perri)                     | 7     | 7       | 7     | 6        | 27     |
| 10. | SD 1  | Dalibor Gondík       | samba  | „Bamboleo“ (Gipsy Kings)                                 | 9     | 9       | 9     | 9        | 36     |
| 10. | SD 1  | Alice Stodůlková     | samba  | „Bamboleo“ (Gipsy Kings)                                 | 9     | 9       | 9     | 9        | 36     |

### 3. díl – První republika (27. října 2018)
Ve třetím díle ve znamení 100. výročí první republiky se tančily jive a tango. Tanečním párům při úvodním představování hrál MoonDance Orchestra píseň „Přednosta stanice “ od Vlasty Buriana.
Daniela Šinkorová a Michal Padevět se rozloučili se soutěží tancem na píseň „Když jsem kytici vázala“ od Jiřiny Salačové.
| P  | Pár   | Pár                  | Tanec | Hudba                                                         | Body  | Body    | Body  | Body     | Body   |
| P  | Pár   | Pár                  | Tanec | Hudba                                                         | Kuneš | Drexler | Balaš | Chlopčík | Celkem |
| -- | ----- | -------------------- | ----- | ------------------------------------------------------------- | ----- | ------- | ----- | -------- | ------ |
| 1. | SD 6  | Veronika Arichteva   | jive  | „David a Goliáš“ (Jaroslav Ježek, Jiří Voskovec a Jan Werich) | 7     | 6       | 7     | 7        | 27     |
| 1. | SD 6  | Michal Necpál        | jive  | „David a Goliáš“ (Jaroslav Ježek, Jiří Voskovec a Jan Werich) | 7     | 6       | 7     | 7        | 27     |
| 2. | SD 3  | David Svoboda        | tango | „Pohádka z ostrova Capri“ (Rudolf Antonín Dvorský)            | 8     | 7       | 7     | 6        | 28     |
| 2. | SD 3  | Veronika Lálová      | tango | „Pohádka z ostrova Capri“ (Rudolf Antonín Dvorský)            | 8     | 7       | 7     | 6        | 28     |
| 3. | SD 2  | Daniela Písařovicová | jive  | „Říkej mi to potichoučku“ (Jiřina Salačová)                   | 6     | 7       | 7     | 6        | 26     |
| 3. | SD 2  | Michal Mládek        | jive  | „Říkej mi to potichoučku“ (Jiřina Salačová)                   | 6     | 7       | 7     | 6        | 26     |
| 4. | SD 1  | Dalibor Gondík       | tango | „Oči čokoládové“ (Oldřich Nový)                               | 8     | 6       | 7     | 7        | 28     |
| 4. | SD 1  | Alice Stodůlková     | tango | „Oči čokoládové“ (Oldřich Nový)                               | 8     | 6       | 7     | 7        | 28     |
| 5  | SD 10 | Richard Genzer       | jive  | „Nebe na zemi“ (Jaroslav Ježek, Jiří Voskovec a Jan Werich)   | 9     | 9       | 10    | 10       | 38     |
| 5  | SD 10 | Jana Zelenková       | jive  | „Nebe na zemi“ (Jaroslav Ježek, Jiří Voskovec a Jan Werich)   | 9     | 9       | 10    | 10       | 38     |
| 6. | SD 7  | Daniela Šinkorová    | tango | „Cikánka“ (Rudolf Antonín Dvorský)                            | 9     | 8       | 7     | 9        | 33     |
| 6. | SD 7  | Michal Padevět       | tango | „Cikánka“ (Rudolf Antonín Dvorský)                            | 9     | 8       | 7     | 9        | 33     |
| 7. | SD 8  | Jiří Dvořák          | jive  | „Zlatovláska“ (František Krištof Veselý)                      | 8     | 10      | 10    | 10       | 38     |
| 7. | SD 8  | Lenka Nora Návorková | jive  | „Zlatovláska“ (František Krištof Veselý)                      | 8     | 10      | 10    | 10       | 38     |
| 8. | SD 5  | Adam Mišík           | tango | „Jen pro ten dnešní den“ (Oldřich Nový)                       | 8     | 7       | 7     | 6        | 28     |
| 8. | SD 5  | Kateřina Krakowková  | tango | „Jen pro ten dnešní den“ (Oldřich Nový)                       | 8     | 7       | 7     | 6        | 28     |
| 9. | SD 4  | Pavla Tomicová       | jive  | „Dívka k rytmu zrozená“ (Inka Zemánková)                      | 10    | 10      | 9     | 8        | 37     |
| 9. | SD 4  | Marek Dědík          | jive  | „Dívka k rytmu zrozená“ (Inka Zemánková)                      | 10    | 10      | 9     | 8        | 37     |

### 4. díl (3. listopadu 2018)
Ve třetím díle se tančily slowfox a paso doble. Následně se páry rozdělily do dvou skupin a tančily polku na píseň „Kdyby ty muziky nebyly“.
Adam Mišík a Kateřina Krakovková se rozloučili se soutěží tancem na píseň „The Sound of Silence“ od dua Simon & Garfunkel.
| P  | Pár   | Pár                  | Tanec      | Hudba                                  | Body  | Body    | Body  | Body     | Body   | Body   |
| P  | Pár   | Pár                  | Tanec      | Hudba                                  | Kuneš | Drexler | Balaš | Chlopčík | Souboj | Celkem |
| -- | ----- | -------------------- | ---------- | -------------------------------------- | ----- | ------- | ----- | -------- | ------ | ------ |
| 1. | SD 8  | Jiří Dvořák          | slowfox    | „Haven't Met You Yet“ (Michael Bublé)  | 7     | 8       | 8     | 6        | 1      | 30     |
| 1. | SD 8  | Lenka Nora Návorková | slowfox    | „Haven't Met You Yet“ (Michael Bublé)  | 7     | 8       | 8     | 6        | 1      | 30     |
| 2. | SD 5  | Adam Mišík           | paso doble | „España cañí“ (Pascual Marquina Narro) | 8     | 6       | 6     | 5        | 1      | 26     |
| 2. | SD 5  | Kateřina Krakowková  | paso doble | „España cañí“ (Pascual Marquina Narro) | 8     | 6       | 6     | 5        | 1      | 26     |
| 3. | SD 6  | Veronika Arichteva   | slowfox    | „Bad Romance“ (Lady Gaga)              | 8     | 6       | 7     | 6        | 0      | 27     |
| 3. | SD 6  | Michal Necpál        | slowfox    | „Bad Romance“ (Lady Gaga)              | 8     | 6       | 7     | 6        | 0      | 27     |
| 4. | SD 10 | Richard Genzer       | slowfox    | „Back to Black“ (Amy Winehouse)        | 9     | 6       | 8     | 7        | 0      | 30     |
| 4. | SD 10 | Jana Zelenková       | slowfox    | „Back to Black“ (Amy Winehouse)        | 9     | 6       | 8     | 7        | 0      | 30     |
| 5  | SD 3  | David Svoboda        | paso doble | „Malagueña“ (Caterina Valente)         | 9     | 9       | 10    | 9        | 1      | 38     |
| 5  | SD 3  | Veronika Lálová      | paso doble | „Malagueña“ (Caterina Valente)         | 9     | 9       | 10    | 9        | 1      | 38     |
| 6. | SD 4  | Pavla Tomicová       | slowfox    | „What Is Love“ (Kiesza)                | 8     | 5       | 7     | 5        | 1      | 26     |
| 6. | SD 4  | Marek Dědík          | slowfox    | „What Is Love“ (Kiesza)                | 8     | 5       | 7     | 5        | 1      | 26     |
| 7. | SD 1  | Dalibor Gondík       | paso doble | „Run Boy Run“ (Woodkid)                | 7     | 6       | 6     | 5        | 0      | 24     |
| 7. | SD 1  | Alice Stodůlková     | paso doble | „Run Boy Run“ (Woodkid)                | 7     | 6       | 6     | 5        | 0      | 24     |
| 8. | SD 2  | Daniela Písařovicová | slowfox    | „Fallen“ (Lauren Wood)                 | 7     | 7       | 7     | 5        | 0      | 26     |
| 8. | SD 2  | Michal Mládek        | slowfox    | „Fallen“ (Lauren Wood)                 | 7     | 7       | 7     | 5        | 0      | 26     |

### 5. díl – Cesta kolem světa (10. listopadu 2018)
V pátém díle se tančily rumba a quickstep na písně v různých světových jazycích. Na začátku večera zatančily Jan Onder a Marek Zelinka street dance na skladbu „Do Something“ od Roberta "Goodie" Whitfielda. Tanečním párům při úvodním představování hrál MoonDance Orchestra píseň „Oye Cómo Va “ od Tita Puenteho.
Richard Genzer a Jana Zelenková se rozloučili se soutěží tancem na píseň „No Woman, No Cry“ od skupiny Bob Marley and the Wailers.
| P  | Pár   | Pár                  | Tanec     | Hudba                                    | Body  | Body    | Body  | Body     | Body   |
| P  | Pár   | Pár                  | Tanec     | Hudba                                    | Kuneš | Drexler | Balaš | Chlopčík | Celkem |
| -- | ----- | -------------------- | --------- | ---------------------------------------- | ----- | ------- | ----- | -------- | ------ |
| 1. | SD 4  | Pavla Tomicová       | rumba     | „Wariatka Tanczy“ (Maryla Rodowicz)      | 8     | 5       | 7     | 5        | 25     |
| 1. | SD 4  | Marek Dědík          | rumba     | „Wariatka Tanczy“ (Maryla Rodowicz)      | 8     | 5       | 7     | 5        | 25     |
| 2. | SD 1  | Dalibor Gondík       | quickstep | „Kaťuša“                                 | 8     | 6       | 8     | 6        | 28     |
| 2. | SD 1  | Alice Stodůlková     | quickstep | „Kaťuša“                                 | 8     | 6       | 8     | 6        | 28     |
| 3. | SD 2  | Daniela Písařovicová | rumba     | „Beijing Welcomes You“ (Olympic song)    | 7     | 8       | 9     | 7        | 31     |
| 3. | SD 2  | Michal Mládek        | rumba     | „Beijing Welcomes You“ (Olympic song)    | 7     | 8       | 9     | 7        | 31     |
| 4. | SD 8  | Jiří Dvořák          | rumba     | „To tango tis Nefelis“ (Haris Alexiou)   | 9     | 9       | 10    | 8        | 36     |
| 4. | SD 8  | Lenka Nora Návorková | rumba     | „To tango tis Nefelis“ (Haris Alexiou)   | 9     | 9       | 10    | 8        | 36     |
| 5  | SD 3  | David Svoboda        | quickstep | „Djinji Rinji Bubamara“ (Emir Kusturica) | 10    | 8       | 9     | 9        | 36     |
| 5  | SD 3  | Veronika Lálová      | quickstep | „Djinji Rinji Bubamara“ (Emir Kusturica) | 10    | 8       | 9     | 9        | 36     |
| 6. | SD 10 | Richard Genzer       | rumba     | „Aaja Nachle“ (Madhuri Dixit)            | 8     | 9       | 8     | 8        | 33     |
| 6. | SD 10 | Jana Zelenková       | rumba     | „Aaja Nachle“ (Madhuri Dixit)            | 8     | 9       | 8     | 8        | 33     |
| 7. | SD 6  | Veronika Arichteva   | rumba     | „Mona Ki Ngi Xica“ (Bonga)               | 10    | 9       | 10    | 10       | 39     |
| 7. | SD 6  | Michal Necpál        | rumba     | „Mona Ki Ngi Xica“ (Bonga)               | 10    | 9       | 10    | 10       | 39     |

### 6. díl (17. listopadu 2018)
V šestém díle se tančily cha-cha a waltz. Tento večer doprovázela tanečníky vokální skupina Skety. Při představování tanečních párů zazněla píseň „Pata Pata“ od Miriam Makeby.
Dalibor Gondík a Alice Stodůlková se rozloučili se soutěží tancem na píseň „Fields of Gold“ od Stinga.
| P  | Pár  | Pár                  | Tanec   | Hudba                                      | Body  | Body    | Body  | Body     | Body   |
| P  | Pár  | Pár                  | Tanec   | Hudba                                      | Kuneš | Drexler | Balaš | Chlopčík | Celkem |
| -- | ---- | -------------------- | ------- | ------------------------------------------ | ----- | ------- | ----- | -------- | ------ |
| 1. | SD 1 | Dalibor Gondík       | cha-cha | „Livin' On a Prayer“ (Bon Jovi)            | 7     | 8       | 6     | 6        | 27     |
| 1. | SD 1 | Alice Stodůlková     | cha-cha | „Livin' On a Prayer“ (Bon Jovi)            | 7     | 8       | 6     | 6        | 27     |
| 2. | SD 6 | Veronika Arichteva   | waltz   | „Moon River“ (Snídaně u Tiffanyho)         | 8     | 9       | 9     | 8        | 34     |
| 2. | SD 6 | Michal Necpál        | waltz   | „Moon River“ (Snídaně u Tiffanyho)         | 8     | 9       | 9     | 8        | 34     |
| 3. | SD 4 | Pavla Tomicová       | waltz   | „I Will Always Love You“ (Whitney Houston) | 7     | 5       | 7     | 5        | 24     |
| 3. | SD 4 | Marek Dědík          | waltz   | „I Will Always Love You“ (Whitney Houston) | 7     | 5       | 7     | 5        | 24     |
| 4. | SD 3 | David Svoboda        | cha-cha | „Oh, Pretty Woman“ (Roy Orbison)           | 9     | 8       | 9     | 8        | 34     |
| 4. | SD 3 | Veronika Lálová      | cha-cha | „Oh, Pretty Woman“ (Roy Orbison)           | 9     | 8       | 9     | 8        | 34     |
| 5  | SD 2 | Daniela Písařovicová | waltz   | „Young and Beautiful“ (Lana Del Rey)       | 7     | 7       | 9     | 7        | 30     |
| 5  | SD 2 | Michal Mládek        | waltz   | „Young and Beautiful“ (Lana Del Rey)       | 7     | 7       | 9     | 7        | 30     |
| 6. | SD 8 | Jiří Dvořák          | waltz   | „I Dreamed a Dream“ (Bídníci)              | 10    | 10      | 10    | 10       | 40     |
| 6. | SD 8 | Lenka Nora Návorková | waltz   | „I Dreamed a Dream“ (Bídníci)              | 10    | 10      | 10    | 10       | 40     |

### 7. díl – Centrum Paraple (24. listopadu 2018)
Sedmý večer byl benefiční, páry tančily freestyle s klienty Centra Paraple a nevyřazovalo se. Poté zatančily děti z tanečního centra v Sokolově na píseň „Ať smolařům je hej“ od Zdeňka Svěráka a Jaroslava Uhlíře. V druhé části večera zatančily současný tanec porotce Václav Kuneš a taneční skupina 420PEOPLE. Na závěr zatančily všechny taneční páry a děti z tanečního centra v Sokolově na skladbu „I'll Be There“ od Mariah Carey.
| P  | Pár  | Pár                  | Tanec     | Hudba                                       | Body  | Body    | Body  | Body     | Body   |
| P  | Pár  | Pár                  | Tanec     | Hudba                                       | Kuneš | Drexler | Balaš | Chlopčík | Celkem |
| -- | ---- | -------------------- | --------- | ------------------------------------------- | ----- | ------- | ----- | -------- | ------ |
| 1. | SD 2 | Daniela Písařovicová | freestyle | „IDGAF“ (Dua Lipa)                          | 8     | 8       | 9     | 9        | 34     |
| 1. | SD 2 | Michal Mládek        | freestyle | „IDGAF“ (Dua Lipa)                          | 8     | 8       | 9     | 9        | 34     |
| 2. | SD 8 | Jiří Dvořák          | freestyle | „Já s tebou žít nebudu“ (Nerez)             | 9     | 8       | 9     | 8        | 34     |
| 2. | SD 8 | Lenka Nora Návorková | freestyle | „Já s tebou žít nebudu“ (Nerez)             | 9     | 8       | 9     | 8        | 34     |
| 3. | SD 4 | Pavla Tomicová       | freestyle | „Nothing Else Matters“ (Metallica)          | 10    | 10      | 10    | 10       | 40     |
| 3. | SD 4 | Marek Dědík          | freestyle | „Nothing Else Matters“ (Metallica)          | 10    | 10      | 10    | 10       | 40     |
| 4. | SD 3 | David Svoboda        | freestyle | „Má první láska se dnes vdává“ (Karel Gott) | 10    | 9       | 9     | 9        | 37     |
| 4. | SD 3 | Veronika Lálová      | freestyle | „Má první láska se dnes vdává“ (Karel Gott) | 10    | 9       | 9     | 9        | 37     |
| 5  | SD 6 | Veronika Arichteva   | freestyle | „Blitzkrieg Bop“ (Ramones)                  | 9     | 10      | 10    | 10       | 39     |
| 5  | SD 6 | Michal Necpál        | freestyle | „Blitzkrieg Bop“ (Ramones)                  | 9     | 10      | 10    | 10       | 39     |

### 8. díl (1. prosince 2018)
V 8. kole tančily páry passo doble, quickstep, rumbu a valčík. 
Daniela Písařovicová a Michal Mládek se rozloučili se soutěží tancem na píseň „Just Let Me Cry“ od Hilary Weeks.
| P  | Pár  | Pár                  | Tanec      | Hudba                                   | Body  | Body    | Body  | Body     | Body   |
| P  | Pár  | Pár                  | Tanec      | Hudba                                   | Kuneš | Drexler | Balaš | Chlopčík | Celkem |
| -- | ---- | -------------------- | ---------- | --------------------------------------- | ----- | ------- | ----- | -------- | ------ |
| 1. | SD 8 | Jiří Dvořák          | paso doble | „Symfonie č. 5“ (Ludwig van Beethoven)  | 9     | 9       | 9     | 6        | 33     |
| 1. | SD 8 | Lenka Nora Návorková | paso doble | „Symfonie č. 5“ (Ludwig van Beethoven)  | 9     | 9       | 9     | 6        | 33     |
| 2. | SD 6 | Veronika Arichteva   | quickstep  | „Freedom“ (Pharrell Williams)           | 8     | 7       | 7     | 7        | 29     |
| 2. | SD 6 | Michal Necpál        | quickstep  | „Freedom“ (Pharrell Williams)           | 8     | 7       | 7     | 7        | 29     |
| 3. | SD 3 | David Svoboda        | rumba      | „Thinking Out Loud“ (Ed Sheeran)        | 8     | 7       | 7     | 6        | 28     |
| 3. | SD 3 | Veronika Lálová      | rumba      | „Thinking Out Loud“ (Ed Sheeran)        | 8     | 7       | 7     | 6        | 28     |
| 4. | SD 2 | Daniela Písařovicová | paso doble | „The Bottle Dance“ (Šumař na střeše)    | 7     | 6       | 8     | 8        | 29     |
| 4. | SD 2 | Michal Mládek        | paso doble | „The Bottle Dance“ (Šumař na střeše)    | 7     | 6       | 8     | 8        | 29     |
| 5  | SD 4 | Pavla Tomicová       | quickstep  | „I Wan'na Be Like You“ (Kniha džunglí)  | 7     | 6       | 6     | 6        | 25     |
| 5  | SD 4 | Marek Dědík          | quickstep  | „I Wan'na Be Like You“ (Kniha džunglí)  | 7     | 6       | 6     | 6        | 25     |
| 6  | SD 8 | Jiří Dvořák          | quickstep  | „Fairytale“ (Alexander Rybak)           | 10    | 9       | 9     | 9        | 37     |
| 6  | SD 8 | Lenka Nora Návorková | quickstep  | „Fairytale“ (Alexander Rybak)           | 10    | 9       | 9     | 9        | 37     |
| 7  | SD 6 | Veronika Arichteva   | paso doble | „Espana Cani“ (Pascual Marquina)        | 8     | 9       | 9     | 7        | 33     |
| 7  | SD 6 | Michal Necpál        | paso doble | „Espana Cani“ (Pascual Marquina)        | 8     | 9       | 9     | 7        | 33     |
| 8  | SD 3 | David Svoboda        | valčík     | „What's New Pussycat?“ (Tom Jones)      | 9     | 7       | 9     | 8        | 33     |
| 8  | SD 3 | Veronika Lálová      | valčík     | „What's New Pussycat?“ (Tom Jones)      | 9     | 7       | 9     | 8        | 33     |
| 9  | SD 2 | Daniela Písařovicová | quickstep  | „Valerie“ (Mark Ronson & Amy Winehouse) | 7     | 8       | 8     | 7        | 30     |
| 9  | SD 2 | Michal Mládek        | quickstep  | „Valerie“ (Mark Ronson & Amy Winehouse) | 7     | 8       | 8     | 7        | 30     |
| 10 | SD 4 | Pavla Tomicová       | paso doble | „Habanera“ (Georges Bizet)              | 10    | 9       | 10    | 10       | 39     |
| 10 | SD 4 | Marek Dědík          | paso doble | „Habanera“ (Georges Bizet)              | 10    | 9       | 10    | 10       | 39     |

### 9. díl (8. prosince 2018)
V 9. kole tančily páry jive, sambu, tango a slowfox. Dva nejlepší páry postoupily přímo do finále a zbývající dvě dvojice zatančily ještě jeden tanec a následně diváci rozhodli o dalším postupujícím páru. Před samotným rozhodnutím zatančili profesionální tanečníci Lenka Klimentova a Jan Kliment rumbu na píseň „Run“ od Snow Patrol. 
Veronika Arichteva a Michal Necpál se rozloučili se soutěží tancem na píseň „How Do You Keep the Music Playing?“ od Jamesa Ingrama a Patti Austin.
| P  | Pár  | Pár                  | Tanec      | Hudba                                   | Body  | Body    | Body  | Body     | Body   |
| P  | Pár  | Pár                  | Tanec      | Hudba                                   | Kuneš | Drexler | Balaš | Chlopčík | Celkem |
| -- | ---- | -------------------- | ---------- | --------------------------------------- | ----- | ------- | ----- | -------- | ------ |
| 1. | SD 3 | David Svoboda        | jive       | „Jailhouse Rock“ (Elvis Presley)        | 9     | 8       | 9     | 9        | 35     |
| 1. | SD 3 | Veronika Lálová      | jive       | „Jailhouse Rock“ (Elvis Presley)        | 9     | 8       | 9     | 9        | 35     |
| 2. | SD 4 | Pavla Tomicová       | samba      | „Despacito“ (Luis Fonsi & Daddy Yankee) | 8     | 7       | 7     | 6        | 28     |
| 2. | SD 4 | Marek Dědík          | samba      | „Despacito“ (Luis Fonsi & Daddy Yankee) | 8     | 7       | 7     | 6        | 28     |
| 3. | SD 6 | Veronika Arichteva   | tango      | „La cumparsita“ (Milva)                 | 8     | 10      | 10    | 10       | 38     |
| 3. | SD 6 | Michal Necpál        | tango      | „La cumparsita“ (Milva)                 | 8     | 10      | 10    | 10       | 38     |
| 4. | SD 8 | Jiří Dvořák          | samba      |                                         | 7     | 10      | 9     | 6        | 32     |
| 4. | SD 8 | Lenka Nora Návorková | samba      |                                         | 7     | 10      | 9     | 6        | 32     |
| 5  | SD 3 | David Svoboda        | slowfox    | „New York, New York“ (Frank Sinatra)    | 10    | 8       | 10    | 10       | 38     |
| 5  | SD 3 | Veronika Lálová      | slowfox    | „New York, New York“ (Frank Sinatra)    | 10    | 8       | 10    | 10       | 38     |
| 6  | SD 4 | Pavla Tomicová       | tango      | „Somebody That I Used to Know“ (Gotye)  | 7     | 8       | 7     | 7        | 29     |
| 6  | SD 4 | Marek Dědík          | tango      | „Somebody That I Used to Know“ (Gotye)  | 7     | 8       | 7     | 7        | 29     |
| 7  | SD 6 | Veronika Arichteva   | samba      | „La Colegiala“ (Rodolfo Aicardi)        | 8     | 9       | 8     | 9        | 34     |
| 7  | SD 6 | Michal Necpál        | samba      | „La Colegiala“ (Rodolfo Aicardi)        | 8     | 9       | 8     | 9        | 34     |
| 8  | SD 8 | Jiří Dvořák          | tango      | „Tango de Amor“ (The Addams Family)     | 9     | 10      | 10    | 9        | 38     |
| 8  | SD 8 | Lenka Nora Návorková | tango      | „Tango de Amor“ (The Addams Family)     | 9     | 10      | 10    | 9        | 38     |
| 9  | SD 3 | David Svoboda        | paso doble | „Paso Doble to Malaguena“               | —     | —       | —     | —        | —      |
| 9  | SD 3 | Veronika Lálová      | paso doble | „Paso Doble to Malaguena“               | —     | —       | —     | —        | —      |
| 10 | SD 6 | Veronika Arichteva   | valčík     | „Fallin'“ (Alicia Keys)                 | —     | —       | —     | —        | —      |
| 10 | SD 6 | Michal Necpál        | valčík     | „Fallin'“ (Alicia Keys)                 | —     | —       | —     | —        | —      |

### 10. díl – Finále (15. prosince 2018)
Ve finále tančil každý pár svůj nejlepší latinskoamerický tanec, nejlepší standardní tanec, nejoblíbenější tanec  a freestyle. Na úvod vystoupil Mikolas Josef s taneční skupinou s písní „Lie to Me“. Před vyhlášením vítězného páru zatančily všechny páry IX. řady společnou choreografii na píseň Marka Ebena.  
Závěrečnou písní IX. ročníku StarDance byla „Get Up Offa That Thing“ od Jamesa Browna.
| P  | Pár  | Pár                  | Tanec      | Hudba                                                    | Body  | Body    | Body  | Body     | Body   |
| P  | Pár  | Pár                  | Tanec      | Hudba                                                    | Kuneš | Drexler | Balaš | Chlopčík | Celkem |
| -- | ---- | -------------------- | ---------- | -------------------------------------------------------- | ----- | ------- | ----- | -------- | ------ |
| 1. | SD 8 | Jiří Dvořák          | jive       | „Zlatovláska“ (František Krištof Veselý)                 | 9     | 10      | 10    | 10       | 39     |
| 1. | SD 8 | Lenka Nora Návorková | jive       | „Zlatovláska“ (František Krištof Veselý)                 | 9     | 10      | 10    | 10       | 39     |
| 2. | SD 3 | David Svoboda        | jive       | „Jailhouse Rock“ (Elvis Presley)                         | 10    | 9       | 8     | 8        | 35     |
| 2. | SD 3 | Veronika Lálová      | jive       | „Jailhouse Rock“ (Elvis Presley)                         | 10    | 9       | 8     | 8        | 35     |
| 3  | SD 4 | Pavla Tomicová       | paso doble | „Habanera“ (Georges Bizet)                               | 9     | 9       | 9     | 9        | 36     |
| 3  | SD 4 | Marek Dědík          | paso doble | „Habanera“ (Georges Bizet)                               | 9     | 9       | 9     | 9        | 36     |
| 4  | SD 8 | Jiří Dvořák          | quickstep  | „Fairytale“ (Alexander Rybak)                            | 10    | 10      | 10    | 9        | 39     |
| 4  | SD 8 | Lenka Nora Návorková | quickstep  | „Fairytale“ (Alexander Rybak)                            | 10    | 10      | 10    | 9        | 39     |
| 5  | SD 3 | David Svoboda        | slowfox    | „New York, New York“ (Frank Sinatra)                     | 9     | 9       | 8     | 9        | 35     |
| 5  | SD 3 | Veronika Lálová      | slowfox    | „New York, New York“ (Frank Sinatra)                     | 9     | 9       | 8     | 9        | 35     |
| 6  | SD 4 | Pavla Tomicová       | valčík     | „Say Something“ (Christina Aguilera & A Great Big World) | 9     | 9       | 9     | 10       | 37     |
| 6  | SD 4 | Marek Dědík          | valčík     | „Say Something“ (Christina Aguilera & A Great Big World) | 9     | 9       | 9     | 10       | 37     |
| 7  | SD 8 | Jiří Dvořák          | tango      | „Tango de Amor“ (The Addams Family)                      | —     | —       | —     | —        | —      |
| 7  | SD 8 | Lenka Nora Návorková | tango      | „Tango de Amor“ (The Addams Family)                      | —     | —       | —     | —        | —      |
| 8  | SD 3 | David Svoboda        | quickstep  | „Djinji Rinji Bubamara“ (Emir Kusturica)                 | —     | —       | —     | —        | —      |
| 8  | SD 3 | Veronika Lálová      | quickstep  | „Djinji Rinji Bubamara“ (Emir Kusturica)                 | —     | —       | —     | —        | —      |
| 9  | SD 4 | Pavla Tomicová       | jive       | „Dívka k rytmu zrozená“ (Inka Zemánková)                 | —     | —       | —     | —        | —      |
| 9  | SD 4 | Marek Dědík          | jive       | „Dívka k rytmu zrozená“ (Inka Zemánková)                 | —     | —       | —     | —        | —      |
| 10 | SD 8 | Jiří Dvořák          | freestyle  | „Never Enough“ (Loren Allred)                            | 8     | 10      | 10    | 9        | 37     |
| 10 | SD 8 | Lenka Nora Návorková | freestyle  | „Never Enough“ (Loren Allred)                            | 8     | 10      | 10    | 9        | 37     |
| 11 | SD 3 | David Svoboda        | freestyle  | „The Plaza of Execution“ (The Mask of Zorro)             | 9     | 8       | 8     | 8        | 33     |
| 11 | SD 3 | Veronika Lálová      | freestyle  | „The Plaza of Execution“ (The Mask of Zorro)             | 9     | 8       | 8     | 8        | 33     |
| 12 | SD 4 | Pavla Tomicová       | freestyle  | „Malá noční hudba“ (Wolfgang Amadeus Mozart)             | 10    | 10      | 10    | 10       | 40     |
| 12 | SD 4 | Marek Dědík          | freestyle  | „Malá noční hudba“ (Wolfgang Amadeus Mozart)             | 10    | 10      | 10    | 10       | 40     |